# 2008年夏季殘疾人奧林匹克運動會開幕式
2008年夏季殘疾人奥林匹克運動會開幕式是北京殘疾人奥林匹克運動會的開幕典禮，於北京時間2008年9月6日晚上8時正在中華人民共和國北京國家體育場舉行，歷時約三個小時。

## 製作團隊
此屆運動會開幕儀式中負責設計表演人員和導演團隊共有68人，導演當中包括張藝謀、張繼钢及一名外國人，演員就有819名。。

## 開幕前程序
開幕前文藝表演（預演）歷時約1小時。預演在開幕當日19時開始；預演包括中國古樂表演、鼓樂表演外，中國殘疾人合唱團演唱了《蓝色多瑙河》，而香港歌星劉德華、盲人歌手杨光和約50名殘疾人士唱出《Everyone is No.1》。
嘉賓進場
開幕當日晚上7時54分，中國人民解放軍军乐团奏响《歡迎进行曲》（指挥：张治荣），贵宾依次入场。
國際殘疾人奧林匹克委員會主席菲利普·克雷文與中共中央總書記兼中國國家主席胡錦濤等嘉賓同時進入主禮台上就坐；
進場的還有全國人大常委會委員長吳邦國、國務院總理溫家寶、全國政協主席賈慶林，以及 中国共产党中央政治局全體成員、
- 国际残奥委会 - 國際殘奧會成員及
- 國際奧委會 - 國際奧林匹克委員會榮譽主席薩馬蘭奇等。

出席开幕式的各国各地区贵宾有：
- 伊朗 - 總統马赫茂德·艾哈迈迪-内贾德、
- 德国 - 總統霍斯特·克勒、
- - 国务总理韩升洙、
- - 副總統莫雷诺、
- - 副总理科索尔、
- 波蘭 - 副总理帕夫拉克、
- 马来西亚 - 总理夫人珍妮·阿卜杜拉（英语：Jeanne Abdullah）、
- 比利时 - 公主阿斯特丽、
- 盧森堡 - 王子费利克斯、
- 约旦 - 亲王拉阿德、
- 约旦 - 亲王费萨尔、
- 西班牙 - 公主埃莱娜、
- 荷蘭 - 公主玛格丽特、
- 瑞士 - 联邦委员会委员塞缪尔·施密德（英语：Samuel Schmid）、
- 密克羅尼西亞聯邦 - 外交部长洛林·罗伯特（Lorin S. Robert）、
- 加拿大 - 安大略省省督安利、
- 美国 - 退伍军人事务部长皮克、
- 越南 - 劳动部长阮氏金银、
- 日本 - 自民党前干事长加藤一、
- 澳門 - 行政长官何厚铧。

## 開幕式播報語言
開幕式播報語言有兩種，第一播報語言是國際殘奧會的官方語言——英語，其次是主辦國——中華人民共和國的官方語言普通話。

### 倒數儀式
晚上7時59分0秒開始，數名小童在天安門廣場以10秒鐘發放煙花後，展示以「60」、「50」至「20」的紙牌；及至晚上7時59分50秒開始，國家體育場上空和北京奧運会闭幕式的煙花倒數一樣，由「10」至「1」，而「0」（即開幕的一刻）則在場館的上空發放大型煙花。

## 開幕式過程

### 主辦國升旗儀式及歡迎
煙花過後，先奏起中華人民共和國國歌及升中華人民共和國國旗。此後跟北京奧運開幕的安排一樣，在場館上空發放紅、黃兩色牡丹禮花彈；同時，國際殘奧會主席克雷文用普通話宣佈各就各位。

#### 歡迎儀式——我的跑道
之後，數百名演員以彩虹的七色在場中組成運動場跑道的樣子，喻意彩虹。而身穿紅、蓝、綠色衣服的表演人士就在場中的「白玉盤」（舞台）上造出國際殘疾人奧林匹克委員會的會徽。

### 運動員進場
跟奧運會相反的是，運動員進場先於文藝表演；在此屆殘奧會中，147個國家及地區代表團以簡體中文的筆劃為序進場，第一個國家進場的是非洲國家幾內亞；而主辦國的中華人民共和國則一如傳統排在最後進場，次序如下：

| 1. 几内亚（GUI） 2. 土耳其（TUR） 3. （TKM） 4. 马耳他（MLT） 5. 马达加斯加（MAD） 6. 马来西亚（MAS） 7. （MLI） 8. 马其顿（MKD） 9. 厄瓜多尔（ECU） 10. 牙买加（JAM） 11. 比利时（BEL） 12. 瓦努阿图（VAN） 13. 以色列（ISR） 14. 日本（JPN） 15. 中华台北（TPE） 16. 中非共和国（CAF） 17. 中国香港（HKG） 18. 中国澳门（MAC） 19. （BEN） 20. 毛里求斯（MRI） 21. 丹麦（DEN） 22. 乌干达（UGA） 23. 乌克兰（UKR） 24. 乌拉圭（URU） 25. （UZB） 26. 巴巴多斯（BAR） 27. 巴布亚新几内亚（PNG） 28. 巴西（BRA） 29. 巴林（BRN） 30. 巴拿马（PAN） 31. 巴基斯坦（PAK） 32. 巴勒斯坦（PLE） 33. 古巴（CUB） 34. 布基纳法索（BUR） 35. 东帝汶（TLS） | 1. 布隆迪（BDI） 2. （QAT） 3. 卢旺达（RWA） 4. 卢森堡（LUX） 5. 白俄罗斯（BLR） 6. 印度（IND） 7. 印度尼西亚（INA） 8. 立陶宛（LTU） 9. （NIG） 10. 尼日利亚（NGR） 11. 尼泊尔（NEP） 12. （GHA） 13. 加拿大（CAN） 14. 加蓬（GAB） 15. （KGZ） 16. 老挝（LAO） 17. 亚美尼亚（ARM） 18. 西班牙（ESP） 19. 百慕大（BER） 20. 伊拉克（IRQ） 21. 伊朗（IRI） 22. 危地马拉（GUA） 23. 匈牙利（HUN） 24. （DOM） 25. 冰岛（ISL） 26. 安哥拉（ANG） 27. （TGA） 28. 约旦（JOR） 29. 芬兰（FIN） 30. 克罗地亚（CRO） 31. 苏里南（SUR） 32. 利比亚（LBA） 33. 佛得角（CPV） 34. 希腊（GRE） 35. 沙特阿拉伯（KSA） 36. 阿尔及利亚（ALG） 37. 阿拉伯联合酋长国（UAE） | 1. 阿根廷（ARG） 2. 阿曼（OMA） 3. 阿富汗（AFG） 4. 阿塞拜疆（AZE） 5. 纳米比亚（NAM） 6. 坦桑尼亚（TAN） 7. 拉脱维亚（LAT） 8. 英国（GBR） 9. （KEN） 10. 罗马尼亚（ROU） 11. 委内瑞拉（VEN） 12. 法国（FRA） 13. 法罗群岛（FRO） 14. 波兰（POL） 15. 波多黎各（PUR） 16. 波斯尼亚和黑塞哥维那（BIH） 17. （BAN） 18. 挪威（NOR） 19. 南非（RSA） 20. 柬埔寨（CAM） 21. （KAZ） 22. 科威特（KUW） 23. 科特迪瓦（CIV） 24. 保加利亚（BUL） 25. 俄罗斯（RUS） 26. 叙利亚（SYR） 27. 美国（USA） 28. 洪都拉斯（HON） 29. 津巴布韦（ZIM） 30. 突尼斯（TUN） 31. 泰国（THA） 32. 埃及（EGY） 33. 埃塞俄比亚（ETH） 34. 莱索托（LES） 35. 荷兰（NED） 36. （GEO） 37. 哥伦比亚（COL） 38. 哥斯达黎加（CRC） | 1. 秘鲁（PER） 2. 爱尔兰（IRL） 3. 爱沙尼亚（EST） 4. 海地（HAI） 5. 捷克（CZE） 6. 菲律宾（PHI） 7. 萨尔瓦多（ESA） 8. 萨摩亚（SAM） 9. （TJK） 10. 越南（VIE） 11. 斯里兰卡（SRI） 12. 斯洛文尼亚（SLO） 13. 斯洛伐克（SVK） 14. 葡萄牙（POR） 15. 韩国（KOR） 16. 斐济（FIJ） 17. （MNE） 18. 智利（CHI） 19. 奥地利（AUT） 20. 缅甸（MYA） 21. 瑞士（SUI） 22. 瑞典（SWE） 23. 蒙古（MGL） 24. 新加坡（SIN） 25. 新西兰（NZL） 26. 意大利（ITA） 27. 塞内加尔（SEN） 28. 塞尔维亚（SRB） 29. 塞浦路斯（CYP） 30. 墨西哥（MEX） 31. 黎巴嫩（LIB） 32. 德国（GER） 33. 摩尔多瓦（MDA） 34. 摩洛哥（MAR） 35. （AUS） 36. 赞比亚（ZAM） 37. 中国（CHN） |

### 文藝表演
整個文藝表演以音樂為貫穿三個篇章，篇章主題分別為《空間的旅行》、《時間的旅行》及《生命的旅行》。
空間的旅行
篇章的首部分是《天域》。場館空中出現了飾演火陽鳥的表演人士，及後「飛」到場中金色的土地上，站在盲人演唱家楊海濤旁陪唱《生命總是有愛的》。及後，場館上空發放金黃色條狀的煙花。
及後就轉到《星星，你好》的表演環節，此一環節安排了300名失聰女士以手語表達「今夜的星星比別的日子特別多，在星光之下格外美麗」。同時，場館上空不時發放銀色的煙花，以喻意燦爛的星星，跟手語內容呼應。
時間的旅行
這篇章的開首是《永不停跳的舞步》。在汶川地震失去左腿的女孩李月在輪椅上以及過百名健全的舞蹈員以手跳出芭蕾舞，表達出參與殘奧運運動員的意志和精神。
接下來的是《四季》。由失明鋼琴家鐘元輝奏出《幻想即興曲》，表達春、夏、秋、冬這四個季節；在「白玉盤」上的全色發光二極管則依照樂譜上不同的季節顯示出不同的花朵（春天是桃花、夏天是荷花和荷葉、秋天是稻麥）。此後於北京夏季奧運閉幕式演出過的譚晶與范竞马合唱《讓我擁有你》。
生命的旅行
此部份的第一部名為《節日》，2200位少年扮演牛、鴨子、蛙與海鷗四種動物。其後是《飛翔》，由750位演員在主禮台左邊的藍色小舞台上利用其雙手模擬海鳥飛翔，象徵運動員的信心。

### 致詞及宣布揭幕
文藝表演後，北京殘奥會組織委員會主席劉淇和國際殘奧會主席菲利普·克雷文發致辭，致辭中還讚揚中國能從汶川大地震後迅速的恢復過來，打造了最成功的奧運會，希望本屆的殘奧會也能如此成功，又鼓勵運動員能盡自己的本能創造出最出色的成績，也特別的多謝了為運動會服務的志願工作者、北京市民、國際奧委會、國際奧委會主席羅格及榮譽主席薩馬蘭奇。
致辭完結後，克雷文邀請中共中央總書記兼中國國家主席胡錦濤為是屆運動會宣布揭幕，並在場館一帶地區發放煙花。其後，香港歌手劉德華與韓紅一起唱出是屆殘奧會的主題歌《和夢一起飛》。及後，首个残奥射箭冠军王燕红、两届残奥会跳高冠军吴燕聪、残奥会三级跳远冠军黄文涛、残奥会盲人跳远冠军赵继红、获得12枚国际性奖牌的乒乓球运动员陈伟红、多次打破铁饼和铅球比赛世界纪录的吴红萍、中国首个残奥会女子举重冠军边建欣、残奥会举重冠军王键等8名中國殘障運動員手持國際殘疾人奥林匹克委員會會旗進場，並交由解放軍升起國際殘疾人奥林匹克委員會會旗，同時奏起國際殘疾人奥林匹克委員會會歌。
隨後，中國田徑殘疾運動員吳春苗代表全體運動員及中華人民共和國盲人門球裁判郝國華代表全體裁判員進行宣誓儀式。

### 聖火燃點儀式及煙花匯演

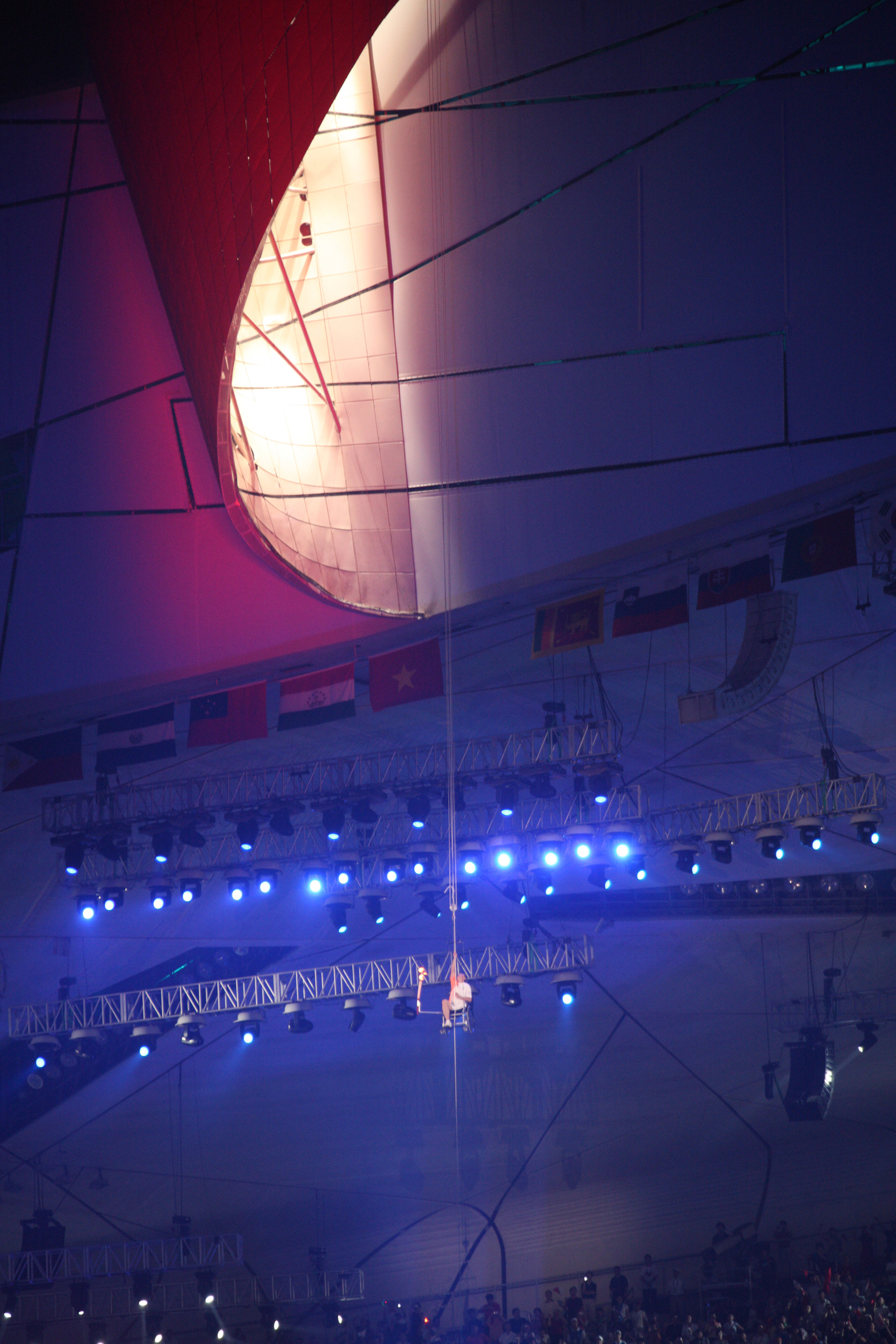
侯斌点燃圣火

接着進行聖火燃點儀式，由中國輪椅擊劍運動員金晶率先進場傳遞聖火，之後分別交到火炬手武云虎（游泳）、张宏伟（田径）、张海东（杠铃）、孙长亭（田径）及平亚丽。當孙长亭把火炬傳遞至平亚丽時，由於平亚丽是失明運動員，因此經過多次接點點火位均不能點燃平亚丽的火炬，最後孙长亭把他手持的火炬棒直接給於平亞麗繼續傳。
最後由曾奪殘奧會三面金牌的中華人民共和國田徑（跳高）殘疾運動員侯斌接過中國首面殘奧會金牌得主平亞麗的火炬後連輪椅爬繩上到聖火盤的下面點燃聖火盤，象徵是屆殘奧會正式開始。聖火盤被點燃後，國家體育場施放煙花，並進行長達15分鐘的煙花匯演，象徵是次開幕式完結。